# Liga de Béisbol Profesional Nacional de Nicaragua 2012-13
La VIII Liga de Béisbol Profesional Nacional de Nicaragua se disputó del 16 de octubre de 2012 al 23 de enero de 2013. El certamen fue ganado por los Tigres de Chinandega por segunda ocasión en la época moderna del béisbol profesional nicaragüense, por lo que también obtuvieron el derecho de participar en la Serie Latinoamericana. El campeonato consistió de una etapa regular, una serie de play off y la serie final. La temporada fue dedicada a la selección nacional, que se ubicó en el tercer puesto de la Copa Mundial de Béisbol en 1972.

## Sistema de competición
- Los cuatro equipos participantes jugaron una etapa regular con el sistema de todos contra todos, por lo que cada uno realizó 54 juegos.
- El equipo que ocupó la primera posición al finalizar la etapa regular clasificó a la serie final, mientras que los que ocuparon el segundo y tercer puesto realizaron una serie de play off para decidir el otro clasificado a la serie final.
- La serie de play off fue disputada al mejor de cinco juegos, mientras que la serie final al mejor de siete.

## Resultados

### Etapa regular
| Equipo     | G  | P  | PCT  | JV |
| ---------- | -- | -- | ---- | -- |
| Tigres     | 29 | 25 | .537 | -  |
| Orientales | 28 | 26 | .519 | 1  |
| Bóer       | 26 | 28 | .481 | 3  |
| Leones     | 25 | 29 | .463 | 4  |

|  |                                     |
|  | Clasificado a la serie final.       |
|  | Clasificado a la serie de play off. |

Fuente: Comunicado de LBPN (enlace roto disponible en Internet Archive; véase el historial, la primera versión y la última).

### Serie de play off
| Equipo     | G | P | PCT  | JV |
| ---------- | - | - | ---- | -- |
| Orientales | 3 | 2 | .600 | -  |
| Bóer       | 2 | 3 | .400 | 1  |

|  |                               |
|  | Clasificado a la serie final. |

| Fecha       | Visita     | Resultado           | Local      | Ciudad  | Reporte                                                                                                   |
| ----------- | ---------- | ------------------- | ---------- | ------- | --- |
| 15 de enero | Bóer       | 11 - 2 (8 entradas) | Orientales | Granada | Reporte (enlace roto disponible en Internet Archive; véase el historial, la primera versión y la última). |
| 16 de enero | Orientales | 2 - 0               | Bóer       | Managua | Reporte (enlace roto disponible en Internet Archive; véase el historial, la primera versión y la última). |
| 18 de enero | Bóer       | 6 - 7               | Orientales | Granada | Reporte (enlace roto disponible en Internet Archive; véase el historial, la primera versión y la última). |
| 19 de enero | Orientales | 9 - 10              | Bóer       | Managua | Reporte (enlace roto disponible en Internet Archive; véase el historial, la primera versión y la última). |
| 20 de enero | Bóer       | 3 - 4               | Orientales | Granada | Reporte (enlace roto disponible en Internet Archive; véase el historial, la primera versión y la última). |

### Serie final
| Equipo     | G | P | PCT  | JV |
| ---------- | - | - | ---- | -- |
| Tigres     | 4 | 2 | .666 | -  |
| Orientales | 2 | 4 | .333 | 2  |

|  |          |
|  | Campeón. |

| Fecha       | Visita     | Resultado | Local      | Ciudad     | Reporte                                                                                                   |
| ----------- | ---------- | --------- | ---------- | ---------- | --- |
| 22 de enero | Orientales | 1 - 10    | Tigres     | Chinandega | |
| 23 de enero | Tigres     | 8 - 3     | Orientales | Granada    | Reporte (enlace roto disponible en Internet Archive; véase el historial, la primera versión y la última). |
| 25 de enero | Orientales | 4 - 6     | Tigres     | Chinandega | Reporte (enlace roto disponible en Internet Archive; véase el historial, la primera versión y la última). |
| 26 de enero | Tigres     | 1 - 2     | Orientales | Granada    | Reporte (enlace roto disponible en Internet Archive; véase el historial, la primera versión y la última). |
| 27 de enero | Orientales | 9 - 8     | Tigres     | Chinandega | Reporte (enlace roto disponible en Internet Archive; véase el historial, la primera versión y la última). |
| 29 de enero | Tigres     | 3 - 2     | Orientales | Granada    | Reporte (enlace roto disponible en Internet Archive; véase el historial, la primera versión y la última). |

|                                             |
| Campeón Tigres de Chinandega Segundo título |

## Líderes individuales

### Bateadores
| Categoría           | Jugador                         | Equipo | Marca |
| ------------------- | ------------------------------- | ------ | ----- |
| Porcentaje de bateo | Yurendell DeCaster              | Tigres | .416  |
| Cuadrangulares      | Yurendell DeCaster Ramón Flores | Tigres | 13    |
| Carreras impulsadas | Yurendell DeCaster              | Tigres | 56    |
| Hits                | William Vásquez                 | Tigres | 82    |
| Robos de base       | José Campusano                  | Bóer   | 17    |
| Carreras anotadas   | José Campusano                  | Bóer   | 58    |

### Lanzadores
| Categoría   | Jugador                   | Equipo       | Marca |
| ----------- | ------------------------- | ------------ | ----- |
| Victorias   | Wilder Rayo Juan Figueroa | León Granada | 7     |
| Efectividad | Wilder Rayo               | León         | 2,06  |
| Blanqueadas | Wilder Rayo               | León         | 2     |
| Salvados    | Eduardo Sierra            | Granada      | 7     |
| Ponches     | Juan Figueroa             | Granada      | 79    |

### Jugador más valioso
| Jugador            | Equipo |
| ------------------ | ------ |
| Yurendell DeCaster | Tigres |

Fuente: Comunicados LBPN